# Championnat du Soudan de football 1999
Navigation
Saison suivante
La saison 1999 du Championnat du Soudan de football est la trente-cinquième édition de la première division au Soudan, organisée exceptionnellement cette saison en deux phases et d'une durée de six mois. Le championnat est disputé en deux phases distinctes :
- Lors de la première phase, les quatorze équipes sont réparties en deux poules, où elles affrontent leurs adversaires deux fois, à domicile et à l'extérieur. Les deux premiers de chaque poule se qualifient pour la seconde phase, le dernier est quant à lui relégué en deuxième division.
- La seconde phase réunit les quatre équipes qualifiées en une poule pour le titre où elles ne s'affrontent qu'une seule fois. Le vainqueur de la poule se qualifie pour la Ligue des champions de la CAF 2000.

C'est le tenant du titre, Al Hilal Omdurman, qui remporte à nouveau le championnat cette saison après avoir terminé en tête de la poule finale, avec une meilleure différence de buts qu'Hai al-Arab port Soudan et Al-Mourada SC. C'est le 15e titre de champion du Soudan de l'histoire du club. 

## Les clubs participants
| - Groupe A : - Al Hilal Omdurman - Hai al-Arab Port Soudan - Al Ahli Khartoum - Al Ahly Wad Madani - Al Merreikh Hasahisa - Al Merreikh Port Soudan - Shambat Khartoum Bahri - Promu de D2 | - Groupe B : - Al-Mourada SC - Al Merreikh Omdurman - Al Mirghani Kassala - Al Hilal Port-Soudan - Al Merreikh Abyadh - Khartoum 3 - Al Hilal Hasahisa - Promu de D2 |

## Compétition
Le barème de points servant à établir les classements se décompose ainsi :
- Victoire : 3 points
- Match nul : 1 point
- Défaite : 0 point

### Première phase

#### Groupe A
| Rang | Équipe                  | Pts | J  | G  | N | P | Bp | Bc | Diff |
| ---- | ----------------------- | --- | -- | -- | - | - | -- | -- | ---- |
| 1    | Al Hilal Omdurman T     | 32  | 12 | 10 | 2 | 0 | 18 | 2  | +16  |
| 2    | Hai al-Arab Port Soudan | 20  | 12 | 6  | 2 | 4 | 12 | 13 | -1   |
| 3    | Al-Ahli Khartoum        | 18  | 12 | 4  | 6 | 2 | 16 | 11 | +5   |
| 4    | Al Ahly Wad Madani      | 16  | 12 | 4  | 4 | 4 | 18 | 19 | -1   |
| 5    | Al-Merreikh Hasahisa    | 11  | 12 | 2  | 5 | 5 | 8  | 12 | -4   |
| 6    | Al-Merreikh Port Soudan | 10  | 12 | 2  | 4 | 6 | 7  | 13 | -6   |
| 7    | Shambat Bahri P         | 6   | 12 | 1  | 3 | 8 | 9  | 18 | -9   |

|  | Qualification pour la seconde phase     |
|  | Relégation directe en deuxième division |
|  | T : Tenant du titre P : Promu de D2     |

#### Groupe B
| Rang | Équipe               | Pts | J  | G | N | P | Bp | Bc | Diff |
| ---- | -------------------- | --- | -- | - | - | - | -- | -- | ---- |
| 1    | Al-Mourada SC        | 28  | 12 | 9 | 1 | 2 | 14 | 4  | +10  |
| 2    | Al Merreikh Omdurman | 27  | 12 | 8 | 3 | 1 | 30 | 7  | +23  |
| 3    | Al-Mirghani Kassala  | 17  | 12 | 4 | 5 | 3 | 13 | 11 | +2   |
| 4    | Al Hilal Port-Soudan | 15  | 12 | 3 | 6 | 3 | 11 | 9  | +2   |
| 5    | Al-Merreikh Abyadh   | 13  | 12 | 4 | 1 | 7 | 9  | 18 | -9   |
| 6    | Khartoum 3           | 7   | 12 | 1 | 4 | 7 | 6  | 18 | -12  |
| 7    | Al-Hilal Hasahisa P  | 7   | 12 | 1 | 4 | 7 | 10 | 26 | -16  |

|  | Qualification pour la seconde phase     |
|  | Relégation directe en deuxième division |
|  | P : Promu de D2                         |

### Seconde phase
| Rang | Équipe                  | Pts | J | G | N | P | Bp | Bc | Diff |
| ---- | ----------------------- | --- | - | - | - | - | -- | -- | ---- |
| 1    | Al Hilal Omdurman T     | 6   | 3 | 2 | 0 | 1 | 6  | 3  | +3   |
| 2    | Hai al-Arab Port Soudan | 6   | 3 | 2 | 0 | 1 | 4  | 2  | +2   |
| 3    | Al-Mourada SC C         | 6   | 3 | 2 | 0 | 1 | 5  | 5  | 0    |
| 4    | Al Merreikh Omdurman    | 0   | 3 | 0 | 0 | 3 | 1  | 6  | -5   |

|  | Qualification pour la Ligue des champions de la CAF 2000 |
|  | Qualification pour la Coupe des Coupes 2000              |
|  | Qualification pour la Coupe de la CAF 2000               |
|  | T : Tenant du titre C : Vainqueur de la Coupe du Soudan  |

## Bilan de la saison
| Championnat du Soudan de football 1999                             |                               |
| Champion                                                           | Al Hilal Omdurman (15e titre) |
| Coupes et trophées                                                 |                               |
| Vainqueur de la Coupe du Soudan 1999                               | Al-Mourada SC                 |
| Qualifications continentales                                       |                               |
| Ligue des champions de la CAF 2000                                 | Al Hilal Omdurman             |
| Coupe des Coupes 2000                                              | Al Merreikh Omdurman          |
| Coupe de la CAF 2000                                               | Hai al-Arab Port Soudan       |
| Promotions et relégations                                          |                               |
| Promus en Premier League                                           | Burri Khartoum                |
| Promus en Premier League                                           | Al Ittihad Wad Medani         |
| Relégués en Championnat du Soudan de football de deuxième division | Shambat Bahri                 |
| Relégués en Championnat du Soudan de football de deuxième division | Al Hilal Hasahisa             |